# Ida Alstad
Ida Alstad (ur. 13 czerwca 1985 w Trondheim) – norweska piłkarka ręczna, reprezentantka kraju, grająca na pozycji środkowej rozgrywającej. W drużynie narodowej zadebiutowała 23 września 2009 roku w meczu przeciwko reprezentacji Węgier. Obecnie występuje w Norweskiej drużynie Byåsen.

## Sukcesy reprezentacyjne
- Igrzyska Olimpijskie:
  -  2012
  -  2016
- Mistrzostwa Świata:
  -  2011, 2015
  -  2009
- Mistrzostwa Europy:
  -  2010, 2014
  -  2012

## Sukcesy klubowe
- Mistrzostwa Norwegii:
  -  2005, 2006, 2007, 2011
- Mistrzostwa Danii:
  -  2015
- Puchar Danii:
  -  2014
- Puchar zdobywców pucharów:
  -  2015
  -  2007